# Stubbs Cay
Stubbs Cay ist eine unbewohnte Insel des Britischen Überseegebietes der Turks- und Caicosinseln mit einer Fläche von etwa 37 ha. Die Insel gehört zu einer Kette kleiner Cays im Nordwesten der Caicos-Inseln zwischen den größeren Inseln Providenciales und North Caicos. Unmittelbare Nachbarinseln sind Dellis Cay im Norden, Fort George Cay im Westen und Pine Cay im Süden.
Stubbs Cay ist eine flache Sandinsel mit teilweise sumpfigen Feuchtgebieten. Im Süden des Eilandes befindet sich ein kleiner Brackwassersee.